# Gianmarco Busca
Gianmarco Busca (Edolo, 30 de novembro de 1965) é um bispo católico italiano, bispo de Mântua desde 3 de junho de 2016.

## Biografia
Nasceu em Edolo, na província e Diocese de Brescia, em 30 de novembro de 1965.

### Ministério sacerdotal
Foi ordenado sacerdote em 8 de junho de 1991.
De 1991 a 1994, vigário paroquial de Borno. Ele é então um estudante de teologia dogmática da Pontifícia Universidade Gregoriana de Roma (1994-1999), onde obtém seu doutorado com uma tese sobre a reforma do sacramento da reconciliação dos penitentes. Voltando à diocese, foi vice-reitor do seminário diocesano no biênio teológico até 2004 e professor de teologia sacramental no estudo teológico do mesmo seminário diocesano. Em 2012, foi nomeado professor de teologia dogmática no instituto de ciências religiosas. Ao mesmo tempo, desde 2012, ele é delegado pelas formas de vida consagrada das comunidades Shalom e, desde 2014, ele também é um colaborador pastoral de Caionvico.
Ele também colabora com o Centro Aletti, em Roma, nos cursos sacramentários e de espiritualidade.

### Ministério episcopal
Em 3 de junho de 2016, o Papa Francisco o nomeou bispo de Mântua; sucede a Roberto Busti, que renunciou ao governo pastoral da diocese devido a seu limite de idade.
Ele recebeu a ordenação episcopal na nova Catedral de Brescia em 11 de setembro de 2016 do bispo Luciano Monari.
Em 2 de outubro de 2016, ele entrou na diocese através de uma cerimônia oficial na basílica da co-catedral de Sant'Andrea.